# Coppa Europa di sci alpino 2003
La Coppa Europa di sci alpino 2003 fu la 32ª edizione della manifestazione organizzata dalla Federazione Internazionale Sci.
La stagione maschile iniziò il 27 novembre 2002 a Levi, in Finlandia, e si concluse il 15 marzo 2003 a Piancavallo, in Italia; furono disputate 38 gare (9 discese libere, 6 supergiganti, 11 slalom giganti, 12 slalom speciali), in 18 diverse località. L'austriaco Norbert Holzknecht si aggiudicò sia la classifica generale, sia quelle di discesa libera e di supergigante; il suo connazionale Hannes Reichelt vinse quella di slalom gigante, il norvegese Aksel Lund Svindal quella di slalom speciale. L'austriaco Martin Marinac era il detentore uscente della Coppa generale.
La stagione femminile iniziò il 25 novembre 2002 a Åre, in Svezia, e si concluse il 14 marzo 2003 a Piancavallo, in Italia; furono disputate 36 gare (9 discese libere, 6 supergiganti, 10 slalom giganti, 11 slalom speciali), in 16 diverse località. L'austriaca Elisabeth Görgl si aggiudicò sia la classifica generale, sia quelle di slalom gigante e di slalom speciale; le sue connazionali Katja Wirth e Martina Lechner vinsero rispettivamente quelle di discesa libera e di supergigante. La tedesca Maria Riesch era la detentrice uscente della Coppa generale.

## Uomini

### Risultati
| Data             | Località              | Nazione    | Spec. | Primo                | Secondo               | Terzo                             |
| ---------------- | --------------------- | ---------- | ----- | -------------------- | --------------------- | --------------------------------- |
| 27 novembre 2002 | Levi                  | Finlandia  | GS    | Hannes Reichelt      | Hannes Reiter         | Marco Casanova                    |
| 28 novembre 2002 | Levi                  | Finlandia  | GS    | Hannes Reichelt      | Aksel Lund Svindal    | Bernard Vajdič                    |
| 29 novembre 2002 | Levi                  | Finlandia  | SL    | Silvan Zurbriggen    | Bernard Vajdič        | Urs Imboden                       |
| 30 novembre 2002 | Levi                  | Finlandia  | SL    | Urs Imboden          | Silvan Zurbriggen     | Aksel Lund Svindal                |
| 10 dicembre 2002 | San Vigilio           | Italia     | GS    | Hannes Reichelt      | Gauthier de Tessières | Hannes Reiter                     |
| 11 dicembre 2002 | San Vigilio           | Italia     | GS    | Aksel Lund Svindal   | Hannes Reichelt       | Gauthier de Tessières             |
| 12 dicembre 2002 | San Vigilio           | Italia     | SL    | Manfred Pranger      | Truls Ove Karlsen     | Mitja Dragšič                     |
| 13 dicembre 2002 | Obereggen             | Italia     | SL    | Alain Baxter         | Andrej Šporn          | Andreas Nilsen                    |
| 19 dicembre 2002 | Laax                  | Svizzera   | DH    | Norbert Holzknecht   | Roland Assinger       | Stephan Görgl                     |
| 20 dicembre 2002 | Laax                  | Svizzera   | DH    | Norbert Holzknecht   | Christoph Kornberger  | Johan Clarey                      |
| 6 gennaio 2003   | Kranjska Gora         | Slovenia   | SL    | Bode Miller          | Truls Ove Karlsen     | Alois Vogl                        |
| 7 gennaio 2003   | Kranjska Gora         | Slovenia   | SL    | Aksel Lund Svindal   | Mitja Dragšič         | Akira Sasaki                      |
| 9 gennaio 2003   | Krompachy/Plejsy      | Slovacchia | GS    | Jernej Koblar        | Hannes Reichelt       | Hannes Reiter                     |
| 10 gennaio 2003  | Krompachy/Plejsy      | Slovacchia | GS    | Patrick Bechter      | Jernej Koblar         | Jukka Rajala                      |
| 12 gennaio 2003  | Lech                  | Austria    | SG    | Norbert Holzknecht   | Hannes Reichelt       | Georg Streitberger                |
| 13 gennaio 2003  | Lech                  | Austria    | SG    | Hannes Reichelt      | Andreas Buder         | Norbert Holzknecht                |
| 15 gennaio 2003  | Veysonnaz             | Svizzera   | SG    | Norbert Holzknecht   | Stephan Görgl         | Hannes Reichelt                   |
| 16 gennaio 2003  | Saas-Fee              | Svizzera   | GS    | Aksel Lund Svindal   | Manfred Mölgg         | Truls Ove Karlsen                 |
| 17 gennaio 2003  | Saas-Fee              | Svizzera   | GS    | Michael von Grünigen | Andreas Nilsen        | Bjarne Solbakken                  |
| 24 gennaio 2003  | Courchevel            | Francia    | SL    | Patrick Thaler       | Hannes Paul Schmid    | Pierrick Bourgeat Johan Brolenius |
| 26 gennaio 2003  | Hermagor/Nassfeld     | Austria    | GS    | Stephan Görgl        | Andreas Nilsen        | Jeff Piccard                      |
| 27 gennaio 2003  | Hermagor/Nassfeld     | Austria    | GS    | Stephan Görgl        | Hannes Reiter         | Gauthier de Tessières             |
| 30 gennaio 2003  | Altenmarkt-Zauchensee | Austria    | DH    | Yannick Bertrand     | Bryon Friedman        | Georg Streitberger                |
| 31 gennaio 2003  | Altenmarkt-Zauchensee | Austria    | DH    | Thomas Graggaber     | Tobias Grünenfelder   | Yannick Bertrand                  |
| 6 febbraio 2003  | Les Orres             | Francia    | DH    | Norbert Holzknecht   | Yannick Bertrand      | Daniel Züger                      |
| 7 febbraio 2003  | Les Orres             | Francia    | DH    | Norbert Holzknecht   | Georg Streitberger    | Patrick Staudacher                |
| 10 febbraio 2003 | Oberjoch              | Germania   | SL    | Alain Baxter         | Manfred Mölgg         | Kilian Albrecht                   |
| 11 febbraio 2003 | Oberjoch              | Germania   | SL    | Manfred Mölgg        | Richard Gravier       | Silvan Zurbriggen                 |
| 13 febbraio 2003 | Sella Nevea           | Italia     | SG    | Hannes Reichelt      | Christophe Saioni     | Georg Streitberger                |
| 14 febbraio 2003 | Sella Nevea           | Italia     | SG    | Norbert Holzknecht   | Stephan Görgl         | Konrad Hari                       |
| 19 febbraio 2003 | Tarvisio              | Italia     | DH    | Norbert Holzknecht   | Yannick Bertrand      | Mario Scheiber                    |
| 20 febbraio 2003 | Tarvisio              | Italia     | DH    | Norbert Holzknecht   | Hans Grugger          | Thomas Graggaber                  |
| 24 febbraio 2003 | Madesimo              | Italia     | SL    | Aksel Lund Svindal   | Andrej Šporn          | Manfred Mölgg                     |
| 25 febbraio 2003 | Madesimo              | Italia     | SL    | Aksel Lund Svindal   | Andreas Nilsen        | Andrej Šporn                      |
| 11 marzo 2003    | Piancavallo           | Italia     | DH    | Hans Grugger         | Norbert Holzknecht    | Patrik Järbyn                     |
| 12 marzo 2003    | Piancavallo           | Italia     | SG    | Hans Grugger         | Norbert Holzknecht    | Patrik Järbyn                     |
| 14 marzo 2003    | Piancavallo           | Italia     | GS    | Stephan Görgl        | Gauthier de Tessières | Manfred Mölgg                     |
| 15 marzo 2003    | Piancavallo           | Italia     | SL    | Patrick Thaler       | Manfred Mölgg         | Johan Brolenius                   |

Legenda:

DH = discesa libera

SG = supergigante

GS = slalom gigante

SL = slalom speciale

### Classifiche

#### Generale
| Pos. | Nome               | Nazione  | Punti |
| ---- | ------------------ | -------- | ----- |
| 1    | Norbert Holzknecht | Austria  | 1300  |
| 2    | Hannes Reichelt    | Austria  | 934   |
| 3    | Aksel Lund Svindal | Norvegia | 877   |
| 4    | Stephan Görgl      | Austria  | 834   |
| 5    | Andreas Nilsen     | Norvegia | 669   |
| 6    | Manfred Mölgg      | Italia   | 659   |
| 7    | Hans Grugger       | Austria  | 605   |
| 8    | Georg Streitberger | Austria  | 595   |
| 9    | Matthias Lanzinger | Austria  | 519   |
| 10   | Patrick Bechter    | Austria  | 495   |

#### Discesa libera
| Pos. | Nome               | Nazione | Punti |
| ---- | ------------------ | ------- | ----- |
| 1    | Norbert Holzknecht | Austria | 695   |
| 2    | Yannick Bertrand   | Francia | 413   |
| 3    | Hans Grugger       | Austria | 377   |
| 4    | Georg Streitberger | Austria | 328   |
| 5    | Roland Assinger    | Austria | 321   |

#### Supergigante
| Pos. | Nome               | Nazione  | Punti |
| ---- | ------------------ | -------- | ----- |
| 1    | Norbert Holzknecht | Austria  | 490   |
| 2    | Hannes Reichelt    | Austria  | 340   |
| 3    | Stephan Görgl      | Austria  | 294   |
| 4    | Hans Grugger       | Austria  | 218   |
| 5    | Konrad Hari        | Svizzera | 201   |

#### Slalom gigante
| Pos. | Nome               | Nazione  | Punti |
| ---- | ------------------ | -------- | ----- |
| 1    | Hannes Reichelt    | Austria  | 498   |
| 2    | Patrick Bechter    | Austria  | 418   |
| 3    | Stephan Görgl      | Austria  | 399   |
| 4    | Aksel Lund Svindal | Norvegia | 394   |
| 5    | Hannes Reiter      | Austria  | 390   |

#### Slalom speciale
| Pos. | Nome               | Nazione  | Punti |
| ---- | ------------------ | -------- | ----- |
| 1    | Aksel Lund Svindal | Norvegia | 483   |
| 2    | Manfred Mölgg      | Italia   | 431   |
| 3    | Andrej Šporn       | Slovenia | 422   |
| 4    | Silvan Zurbriggen  | Svizzera | 378   |
| 5    | Urs Imboden        | Svizzera | 355   |

## Donne

### Risultati
| Data             | Località         | Nazione   | Spec. | Prima                | Seconda                    | Terza                                |
| ---------------- | ---------------- | --------- | ----- | -------------------- | -------------------------- | ------------------------------------ |
| 25 novembre 2002 | Åre              | Svezia    | SL    | Elisabeth Görgl      | Karin Truppe               | Eva Walkner                          |
| 26 novembre 2002 | Åre              | Svezia    | SL    | Elisabeth Görgl      | Karin Truppe               | Eva Walkner                          |
| 28 novembre 2002 | Ål               | Norvegia  | GS    | Fabienne Suter       | Elisabeth Görgl            | Andrine Flemmen                      |
| 29 novembre 2002 | Ål               | Norvegia  | GS    | Fabienne Suter       | Lilian Kummer              | Kathrin Hölzl                        |
| 17 dicembre 2002 | Špindlerův Mlýn  | Rep. Ceca | SL    | Florine de Leymarie  | Line Viken                 | Elisabeth Görgl                      |
| 18 dicembre 2002 | Špindlerův Mlýn  | Rep. Ceca | SL    | Lisa Bremseth        | Claudia Morandini          | Corina Grünenfelder                  |
| 21 dicembre 2002 | Zwiesel          | Germania  | GS    | Silvia Berger        | Lilian Kummer              | Silke Bachmann                       |
| 22 dicembre 2002 | Zwiesel          | Germania  | GS    | Silvia Berger        | Elisabeth Görgl            | Monika Knapp                         |
| 7 gennaio 2003   | Tignes           | Francia   | DH    | Katja Wirth          | Monika Dumermuth           | Floriane Paturel                     |
| 8 gennaio 2003   | Tignes           | Francia   | DH    | Katja Wirth          | Monika Dumermuth           | Magda Mattel                         |
| 15 gennaio 2003  | Adelboden        | Svizzera  | SL    | Monika Bergmann      | Corina Grünenfelder        | Henna Raita                          |
| 16 gennaio 2003  | Adelboden        | Svizzera  | SL    | Henna Raita          | Monika Bergmann            | Susanne Ekman                        |
| 18 gennaio 2003  | Passo del Tonale | Italia    | SL    | Trine Bakke          | Sandra Gini                | Monika Bergmann Michaela Kirchgasser |
| 19 gennaio 2003  | Passo del Tonale | Italia    | SL    | Michaela Kirchgasser | Annalisa Ceresa Line Viken |                                      |
| 23 gennaio 2003  | Abetone          | Italia    | GS    | Elisabeth Görgl      | Silke Bachmann             | Fabienne Suter                       |
| 28 gennaio 2003  | Megève           | Francia   | DH    | Katja Wirth          | Corinne Imlig              | Lindsey Vonn                         |
| 29 gennaio 2003  | Megève           | Francia   | DH    | Alison Powers        | Katja Wirth                | Fabienne Suter                       |
| 3 febbraio 2003  | Pas de la Casa   | Andorra   | SL    | Elisabeth Görgl      | Claudia Morandini          | Michaela Kirchgasser                 |
| 5 febbraio 2003  | La Molina        | Spagna    | GS    | Audrey Peltier       | Elisabeth Görgl            | Silke Bachmann                       |
| 6 febbraio 2003  | La Molina        | Spagna    | GS    | Elisabeth Görgl      | María José Rienda          | Lilian Kummer                        |
| 7 febbraio 2003  | La Molina        | Spagna    | SL    | Corina Grünenfelder  | Michaela Kirchgasser       | Daniela Merighetti                   |
| 10 febbraio 2003 | Oberwölz/Lachtal | Austria   | GS    | Lilian Kummer        | Elisabeth Görgl            | Silvia Berger                        |
| 11 febbraio 2003 | Oberwölz/Lachtal | Austria   | GS    | Fabienne Suter       | Kaylin Richardson          | Michaela Kirchgasser                 |
| 13 febbraio 2003 | Maribor          | Slovenia  | SG    | Katja Wirth          | Selina Heregger            | Magda Mattel                         |
| 14 febbraio 2003 | Maribor          | Slovenia  | SG    | Magda Mattel         | Libby Ludlow               | Selina Heregger                      |
| 19 febbraio 2003 | Tarvisio         | Italia    | DH    | Christine Sponring   | Kerstin Reisenhofer        | Bryna McCarty                        |
| 20 febbraio 2003 | Tarvisio         | Italia    | DH    | Ella Alpiger         | Kerstin Reisenhofer        | Anja Pärson                          |
| 21 febbraio 2003 | Tarvisio         | Italia    | SG    | Martina Lechner      | Libby Ludlow               | Ella Alpiger                         |
| 24 febbraio 2003 | Innerkrems       | Austria   | DH    | Elisabeth Görgl      | Bryna McCarty              | Keely Kelleher                       |
| 26 febbraio 2003 | Innerkrems       | Austria   | DH    | Kerstin Reisenhofer  | Keely Kelleher             | Ellen Hild                           |
| 26 febbraio 2003 | Innerkrems       | Austria   | SG    | Elisabeth Görgl      | Barbara Kleon              | Martina Lechner                      |
| 27 febbraio 2003 | Innerkrems       | Austria   | SG    | Barbara Kleon        | Tina Maze                  | Elisabeth Görgl                      |
| 10 marzo 2003    | Piancavallo      | Italia    | GS    | Elisabeth Görgl      | Silke Bachmann             | Julie Duvillard                      |
| 11 marzo 2003    | Piancavallo      | Italia    | SL    | Elisabeth Görgl      | Corina Grünenfelder        | Karin Truppe                         |
| 13 marzo 2003    | Piancavallo      | Italia    | SG    | Lea Dabič            | Martina Lechner            | Selina Heregger                      |
| 14 marzo 2003    | Piancavallo      | Italia    | DH    | Lea Dabič            | Marion Rolland             | Nadia Styger                         |

Legenda:

DH = discesa libera

SG = supergigante

GS = slalom gigante

SL = slalom speciale

### Classifiche

#### Generale
| Pos. | Nome                 | Nazione  | Punti |
| ---- | -------------------- | -------- | ----- |
| 1    | Elisabeth Görgl      | Austria  | 1498  |
| 2    | Fabienne Suter       | Svizzera | 814   |
| 3    | Michaela Kirchgasser | Austria  | 656   |
| 4    | Katja Wirth          | Austria  | 655   |
| 5    | Barbara Kleon        | Italia   | 522   |
| 6    | Corina Grünenfelder  | Svizzera | 504   |
| 7    | Ella Alpiger         | Svizzera | 490   |
| 8    | Lilian Kummer        | Svizzera | 463   |
| 9    | Martina Lechner      | Austria  | 437   |
| 10   | Magda Mattel         | Francia  | 427   |

#### Discesa libera
| Pos. | Nome                | Nazione  | Punti |
| ---- | ------------------- | -------- | ----- |
| 1    | Katja Wirth         | Austria  | 436   |
| 2    | Kerstin Reisenhofer | Austria  | 382   |
| 3    | Ella Alpiger        | Svizzera | 290   |
| 4    | Tanja Pieren        | Svizzera | 261   |
| 5    | Fabienne Suter      | Svizzera | 230   |

#### Supergigante
| Pos. | Nome            | Nazione  | Punti |
| ---- | --------------- | -------- | ----- |
| 1    | Martina Lechner | Austria  | 273   |
| 2    | Magda Mattel    | Francia  | 263   |
| 3    | Barbara Kleon   | Italia   | 253   |
| 4    | Ella Alpiger    | Svizzera | 200   |
| 4    | Selina Heregger | Austria  | 200   |

#### Slalom gigante
| Pos. | Nome            | Nazione  | Punti |
| ---- | --------------- | -------- | ----- |
| 1    | Elisabeth Görgl | Austria  | 665   |
| 2    | Fabienne Suter  | Svizzera | 548   |
| 3    | Lilian Kummer   | Svizzera | 463   |
| 4    | Silke Bachmann  | Italia   | 406   |
| 5    | Silvia Berger   | Austria  | 310   |

#### Slalom speciale
| Pos. | Nome                 | Nazione  | Punti |
| ---- | -------------------- | -------- | ----- |
| 1    | Elisabeth Görgl      | Austria  | 560   |
| 2    | Corina Grünenfelder  | Svizzera | 492   |
| 3    | Michaela Kirchgasser | Austria  | 417   |
| 4    | Karin Truppe         | Austria  | 370   |
| 5    | Claudia Morandini    | Italia   | 333   |